# Chaetocladius tenuistylus
Chaetocladius tenuistylus är en tvåvingeart som beskrevs av Lars Zakarias Brundin 1947. Chaetocladius tenuistylus ingår i släktet Chaetocladius och familjen fjädermyggor. Arten är reproducerande i Sverige. Inga underarter finns listade i Catalogue of Life.